# Террейру-ду-Пасу (станция метро)
«Терре́йру-ду-Па́су» (порт. Terreiro do Paço — Дворцовая площадь) — станция Лиссабонского метрополитена. Находится в центральной части города. Расположена на Синей линии (Линии Чайки) между станциями «Байша-Шиаду» и «Санта-Аполония». Открыта 19 декабря 2007 года. Своим названием станция обязана Торговой площади (порт. Praça do Comércio), которая также известна как Дворцовая, так как расположена на месте дворца Рибейра, разрушенного во время землетрясения 1755 года.

## Строительство
Строительство станции началось в 1997 года. Согласно планам, станцию хотели построить в трёхлетний срок, однако в тоннели начала просачиваться вода в угрожающих количествах, из-за чего сроки были сорваны. Станцию открыли только лишь в 2007 году. В сумме строительство заняло около 10 лет.

## Описание
Дизайн подземного вестибюля лишён каких-либо выдающихся элементов и выполнен из металла и бетона. Наземный вестибюль художник Жуан Родригеш Виейра украсил цветными витражами над эскалаторами.
Станция имеет 4 выхода на поверхность, среди которых один — на речной вокзал. Так же имеется лифт для людей с ограниченными возможностями.

## Галерея

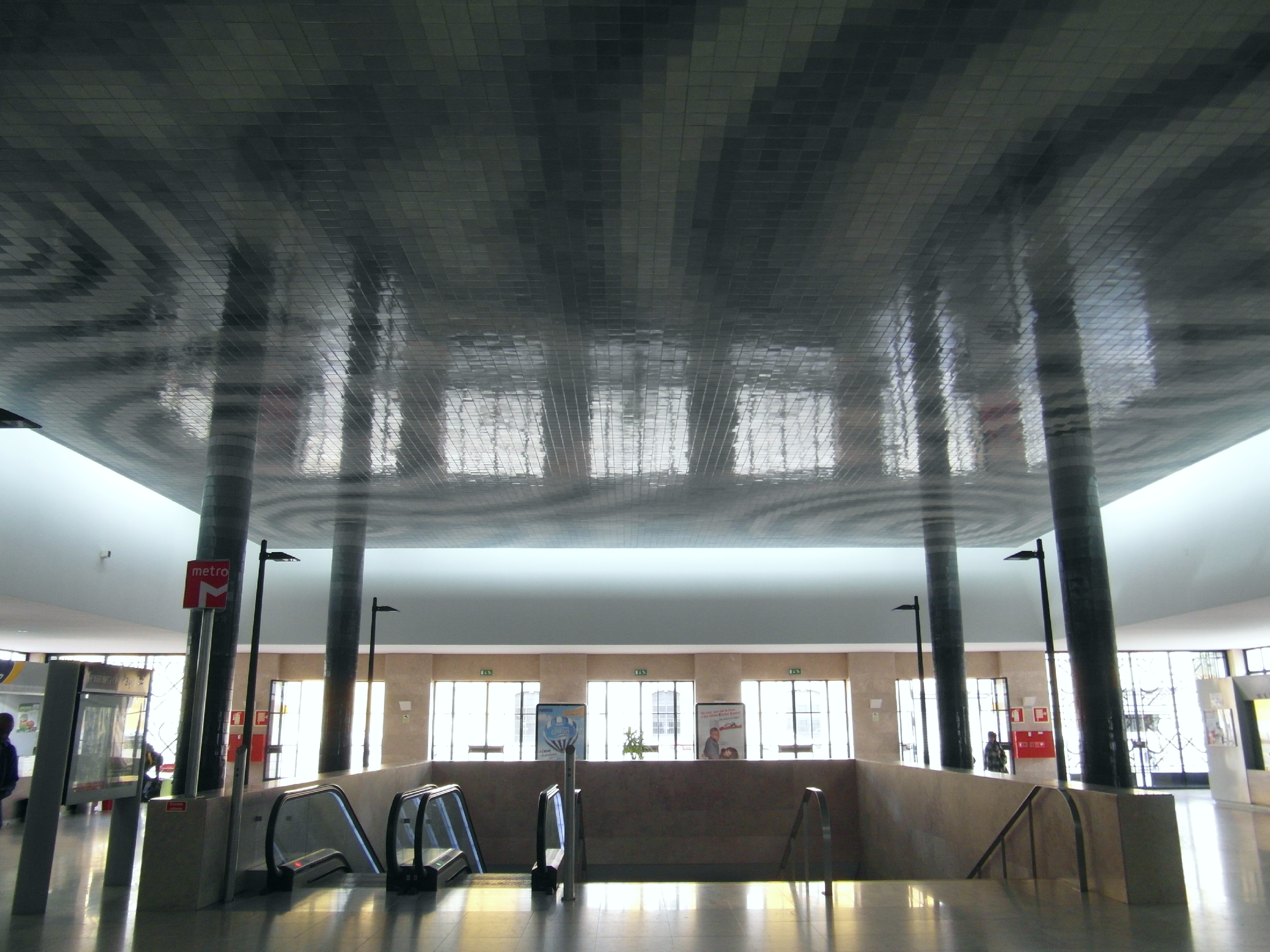
Интерьер наземного вестибюля
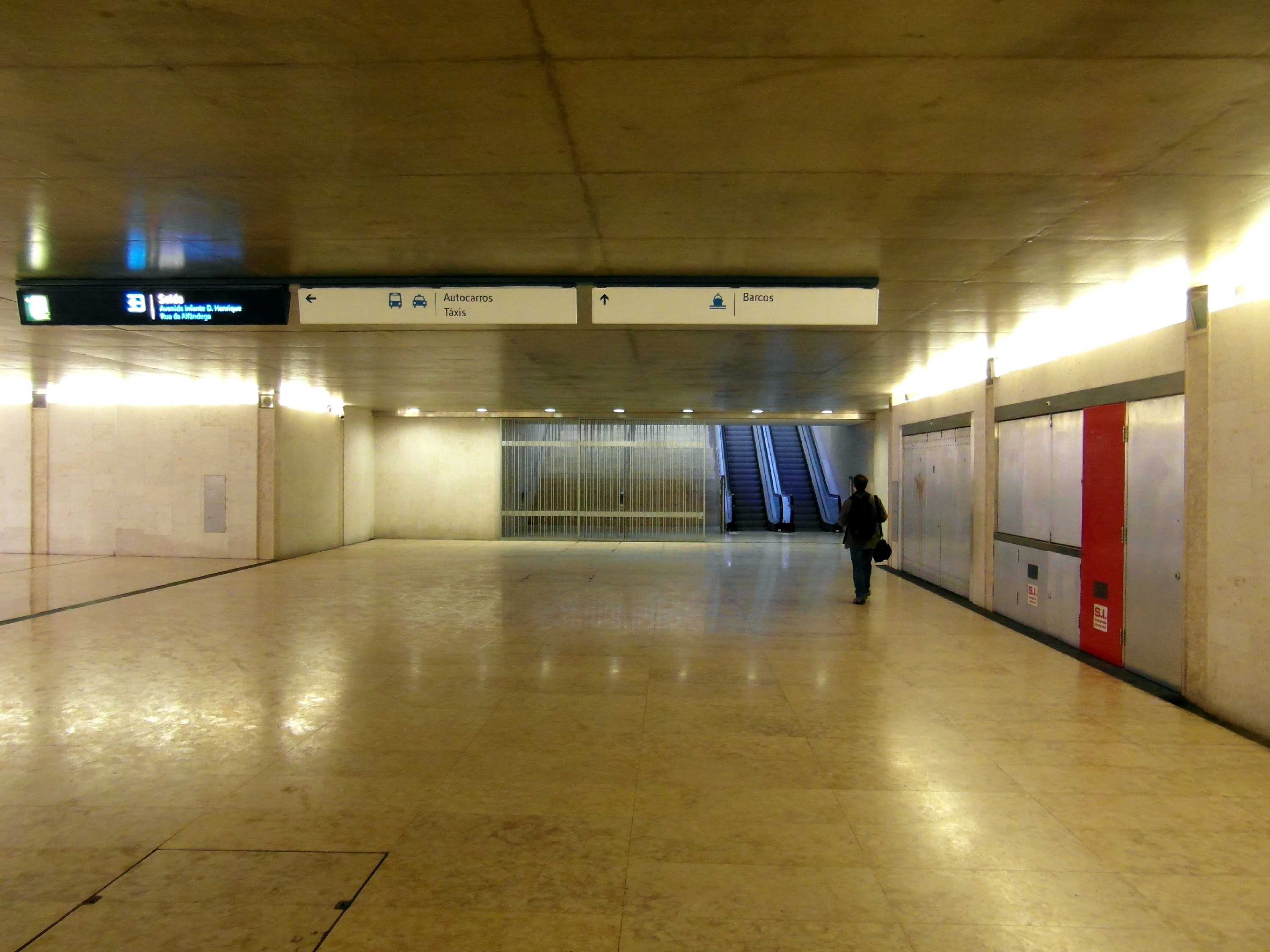
Подземный переход
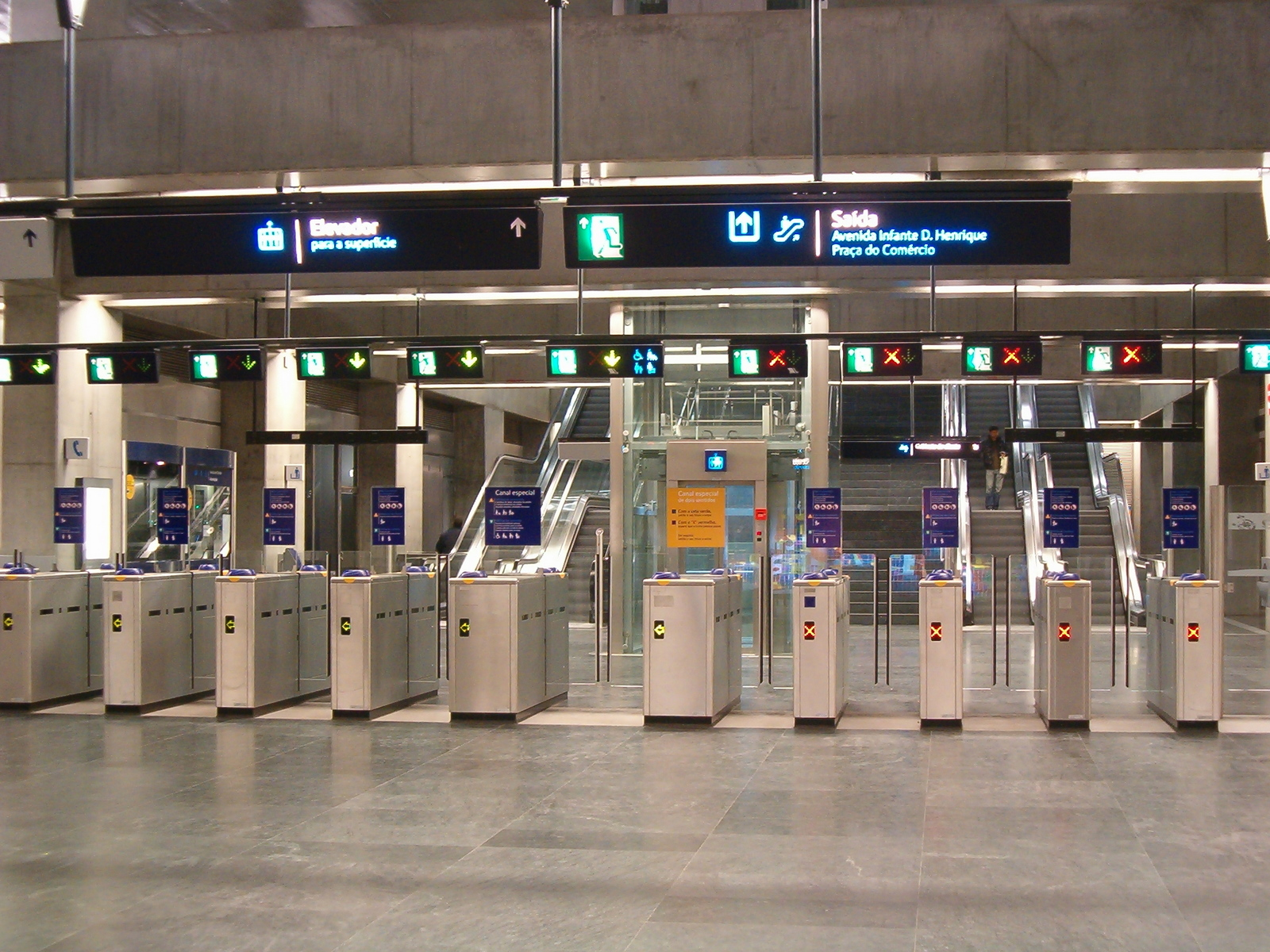
Пропускные турникеты
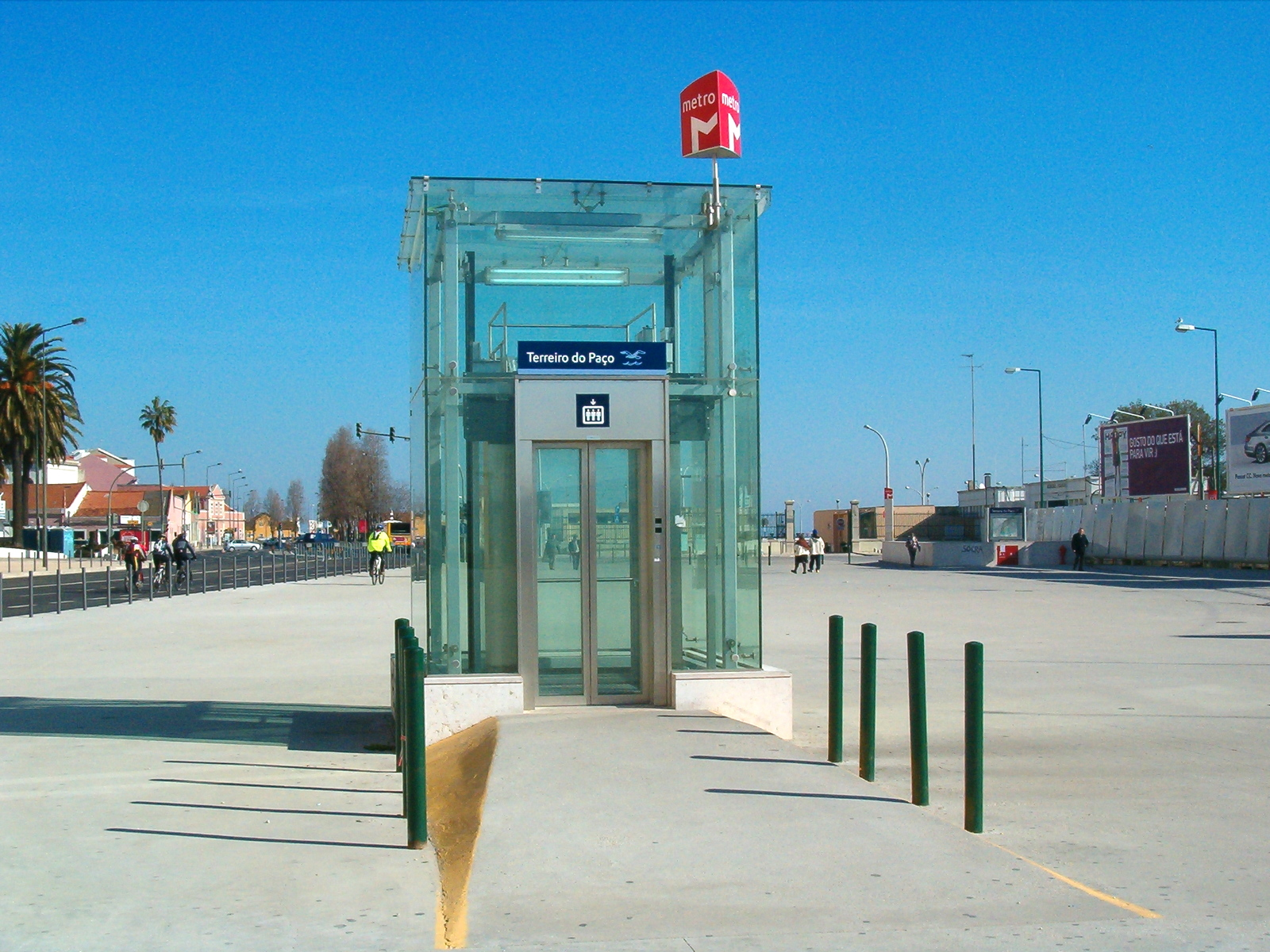
Лифт, ведущий на станцию
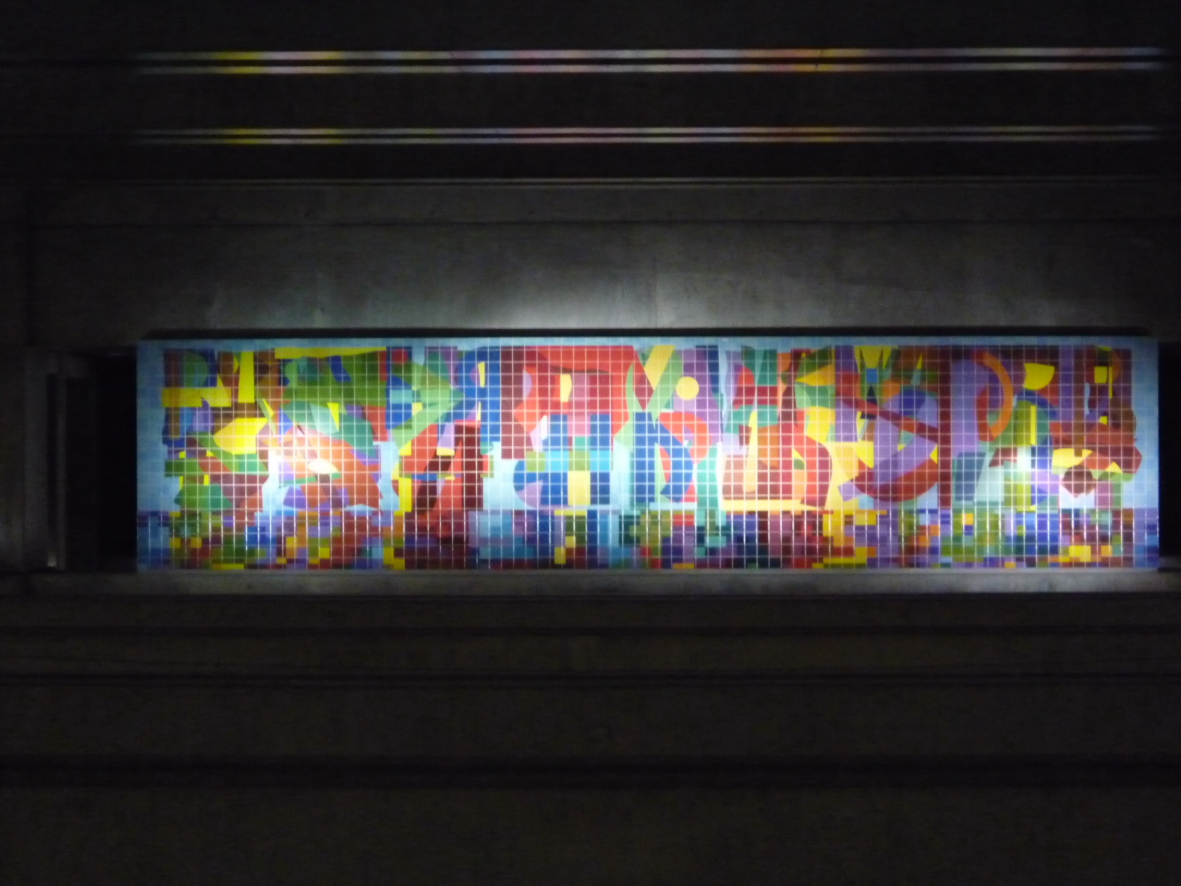
Витраж над эскалатором
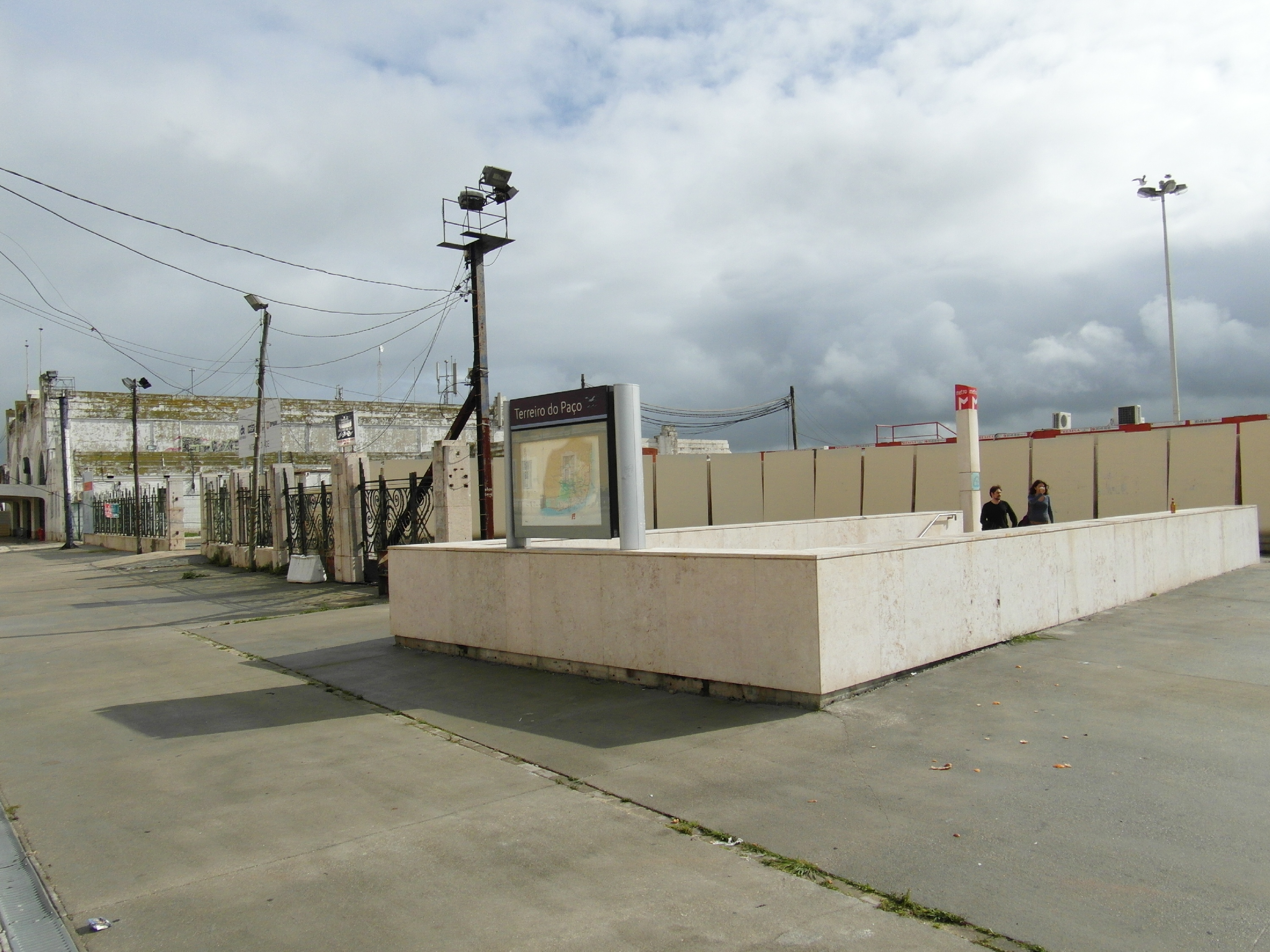
Один из входов на станцию